# Liga Dominicana de Fútbol
Liga Dominicana de Fútbol (LDF) je první profesionální fotbalová liga v Dominikánské republice založená v březnu 2015. Předtím se hrály na území Dominikánské republiky různé neprofesionální soutěže, např. Liga Mayor či Campeonato Nacional.
V první sezóně 2015 soutěžilo o titul 10 týmů: Atlántico FC, Atlético de San Cristobal, Atlético Vega Real, Barcelona Atlético, Bauger FC, Cibao FC, Delfines del Este FC, Moca FC, CA Pantoja a Universidad Dominicana O&M.

## Přehled vítězů
Zdroj:
- 2015: CA Pantoja